# 10473 Thirouin
10473 Thirouin eller 1981 EL21 är en asteroid i huvudbältet som upptäcktes den 2 mars 1981 av den amerikanska astronomen Schelte J. Bus vid Siding Spring-observatoriet. Den är uppkallad efter Audrey Thirouin.
Asteroiden har en diameter på ungefär 8 kilometer.